# Baynesia
Baynesia — монотипный род суккулентных растений семейства Кутровые (Apocynaceae), трибы Стапеливые (Stapelieae). На 2023 год включает один вид — Baynesia lophophora, произрастающий на территории Намибии. Растет в основном в биоме пустыни или кустарниковой степи.

## Название
Родовое латинское (научное) название Baynesia происходит от гор Бейнс на северо-западе Намибии. Сами горы были названы в честь Модсли Бейнса, английского исследователя, который впервые исследовал этот район в 1911 году.

## Описание
Единственный представитель рода Baynesia lophophora — имеет сочные стебли, достигающие 5 см в высоту, с мясистыми придаточными корнями. Побеги сине-зеленые, 3-8 см длиной, 6-12 мм шириной, четырехугольные, с закругленными углами, сосочковидные. Листья стойкие, редуцированные в чешуйки, сидячие, слегка восходящие; с шаровидными прилистниками. Внепазушные соцветия, обычно по бокам стеблей, с 1-3 цветками.

## Таксономия
Baynesia Bruyns, первое упоминание в Novon 10: 354 (2000).

### Виды
По данным сайта Plants of the World Online на 2023 год, род включает один подтвержденный вид:
- Baynesia lophophora Bruyns

### Синонимы
Гомотипные (основанные на одном и том же номенклатурном типе):
- Ceropegia lophophora (Bruyns) Bruyns (2017)